# Élections municipales de 2001 à Lille
Les élections municipales françaises de 2001 se sont déroulées les 11 et 18 mars 2001.

## Contexte
Politiquement, Lille est une ville de gauche, les électeurs ayant majoritairement voté socialiste et communiste pour les élections municipales depuis la fin du XIXe siècle, avec notamment l'élection en 1896 de Gustave Delory, membre du Parti ouvrier français (POF). 
Depuis ce dernier, d'autres maires lui ont succédé qui, pour la plupart, se réclament d'une sensibilité de gauche. On peut citer comme maires membres de la Section française de l'Internationale ouvrière (SFIO), Roger Salengro, Alexandre Bracke-Desrousseaux, suivis de Charles Saint-Venant et Denis Cordonnier. La transition entre la SFIO et le PS se fit lors du mandat du maire Augustin Laurent qui connut depuis comme successeurs Pierre Mauroy, l'ancien premier ministre, et Martine Aubry, ancienne ministre du gouvernement Jospin.

## Campagne électorale de 2001
Le 18 octobre 2000, Martine Aubry démissionne du gouvernement, et est remplacée par Élisabeth Guigou. Dès lors, elle se consacre à la campagne des élections municipales à Lille. Après une campagne très active, elle est élue maire dans une triangulaire qui l'oppose à Christian Decocq (RPR-UDF-DL) et Philippe Bernard (FN). L'année suivante, l'ancien Premier ministre Pierre Mauroy, qui a conservé la présidence de la communauté urbaine après les élections municipales, annonce son souhait de la voir lui succéder lors du prochain renouvellement de la LMCU.
Avec plus de 15 % des voix au premier tour, le candidat des Verts, Éric Quiquet est alors en mesure de se maintenir au second tour. Mais il décide finalement de fusionner sa liste avec celle de Martine Aubry au second tour. Les Verts obtiennent alors 11 élus sur 60 au conseil municipal.

### Sondages
- Premier tour :

| Source du sondage | Date de réalisation   | Liste Aubry | Liste Decocq | Liste Quiquet | Liste Bernard | Liste Baudrin | Liste Bienvenu | Liste MNR |
| ----------------- | --------------------- | ----------- | ------------ | ------------- | ------------- | ------------- | -------------- | --------- |
| Ipsos             | 18 au 24 janvier 2001 | 43 %        | 22 %         | 13 %          | 9 %           | 6 %           | 5 %            | 2 %       |

- Second tour :

| Source du sondage | Date de réalisation   | Liste Aubry | Liste Decocq |
| ----------------- | --------------------- | ----------- | ------------ |
| Ipsos             | 18 au 24 janvier 2001 | 57 %        | 43 %         |

## Résultats

### Abstention
Le taux d'abstention fut de 52,91 % au premier tour et de 52,63 % au deuxième tour.

### Analyse des résultats
Le score de Martine Aubry à l'issue du premier et du second tour est alors qualifié de décevant par la plupart de la presse politique,.